# Liên bang Mã Lai
Liên bang Mã Lai (tiếng Mã Lai: Persekutuan Tanah Melayu) gồm 11 (sau đó là 14) bang (chín bang Mã Lai và hai khu định cư Eo biển Penang và Malacca) tồn tại từ ngày 31 tháng 1 năm 1948 cho đến ngày 16 tháng 9 năm 1963. Liên bang độc lập vào ngày 31 tháng 8 năm 1957, Tập hợp các bang nguyên thuộc Liên bang Malaya hiện được gọi là Malaysia bán đảo.

## Lịch sử
Từ năm 1946 đến năm 1948, 11 bang hình thành một thuộc địa vương thất Anh Quốc đơn nhất mang tên Liên hiệp Malaya. Do sự phản đối từ những người dân tộc chủ nghĩa Mã Lai, Liên hiệp bị bãi bỏ và bị thay thế bằng Liên bang Malaya, thể chế này phục hồi vị thế tượng trưng của các quân chủ tại các bang Mã Lai.
Trong Liên bang, các bang Mã Lai là những lãnh thổ bảo hộ của Anh Quốc, còn Penang và Malacca duy trì vị thế là các lãnh thổ thuộc địa. Giống như Liên hiệp Malaya trước đó, Liên bang không bao gồm Singapore, bất chấp việc lãnh thổ này có các liên kết truyền thống với Malaya.
Liên bang giành được độc lập trong Thịnh vượng chung các Quốc gia vào ngày 31 tháng 8 năm 1957. Năm 1963, Liên bang được tái lập với tên "Malaysia" khi liên bang hóa với các lãnh thổ của Anh Quốc là Singapore, Sarawak, và Bắc Borneo; Philippines duy trì một yêu sách với Bắc Borneo. Singapore bị trục xuất khỏi Malaysia và trở thành một nước cộng hòa độc lập vào ngày 9 tháng 8 năm 1965.

## Hiệp định liên bang
Hiệp định Liên bang Malaya được chế định từ Hội nghị Pleno Anh-Mã từ tháng 6 đến tháng 12 năm 1946. Cuối phiên họp, Hội nghị Pleno ban hành một "Sách Xanh" có 100 trang.
Hiệp định Liên bang Malaya được các quân chủ Mã Lai và đại diện của chính phủ Anh Quốc là Edward Gent ký kết vào ngày 21 tháng 1 năm 1948 tại King House. Hiệp định này thay thế cho hiệp định thành lập Liên hiệp Malaya, và chuẩn bị cho việc thiết lập Liên bang Malaya vào ngày 1 tháng 2 năm 1948. Vị thế của các quân chủ Mã Lai cũng được khôi phục.

## Danh sách thành viên
- Johor
- Kedah
- Kelantan
- Malacca[5]
- Negeri Sembilan
- Pahang
- Penang[5]
- Perak
- Perlis
- Selangor
- Terengganu

## Hệ thống chính phủ
Đứng đầu Chính phủ của Liên bang Malaya là một Cao ủy người Anh, nhân vật này có quyền lực hành pháp, được Hội đồng Hành pháp Liên bang Malaya và Hội đồng Lập pháp Liên bang Malaya trợ giúp và cố vấn.
- Hội đồng Hành pháp Liên bang Malaya gồm 7 thành viên chính thức và 7 thành viên phi chính thức.
- Hội đồng Lập pháp Liên bang Malaya gồm Cao ủy với vị thế Chủ tịch Hội đồng, 14 thành viên chính thức và 50 thành viên phi chính thức đại diện cho các khu định cư eo biển, giới thương gia và tất cả các sắc tộc. Thêm vào đó, nguyên thủ bang, thủ hiến của 9 hội đồng bang và hai đại diện từ các khu định cư eo biển trở thành các thành viên phi chính thức.
- Hội nghị Mã Lai các quân chủ sẽ cố vấn cho Cao ủy về các vấn đề nhập cư. Thống sứ Anh được thay thế bằng một thủ hiến tại mỗi bang trong liên bang.

Hiệp định liên bang thiết lập quyền lực của các chính phủ liên bang và bang. Các vấn đề tài chính cần phải được giải quyết bởi các bang tương ứng. Sultan được trao toàn quyền trong các vấn đề tôn giáo và phong tục Mã Lai. Chính sách đối ngoại và phòng thủ tiếp tục do chính phủ Anh Quốc quản lý.

### Điều kiện quyền công dân
Điều kiện quyền công dân của Liên bang Malaya được thắt chặt hơn, theo luật, những trường hợp sau được tự động cấp quyền công dân:
1. Công dân của Sultan của bất kỳ bang nào
2. Công dân Anh Quốc sinh ra tại Penang hoặc Malacca từng sống liên tục 15 năm tại Liên bang
3. Công dân Anh Quốc sinh ra tại liên bang có cha sinh ra hoặc sống liên tục 15 năm tại liên bang
4. Bất kỳ ai sinh ra tại liên bang, thạo tiếng Mã Lai và tuân theo các truyền thống Mã Lai trong sinh hoạt thường nhật
5. Bất kỳ ai sinh ra tại liên bang có cha mẹ sinh và sống liên tục 15 năm tại liên bang

Thông qua nhập tịch (theo đơn), một cá nhân có thể đạt được quyền công dân, các tiêu chí là:
1. Sinh ra và sống ít nhất 8 trong số 12 năm tại Liên bang Malaya trước khi nộp đơn
2. Sống tại Liên bang Malaya ít nhất 15 trong số 20 năm trước khi nộp đơn

Trong cả hai trường hợp nhập tịch, người nộp đơn cần có đạo đức tốt, tuyên thệ trung thành và làm rõ lý do họ sống trong liên bang, và thành thạo tiếng Mã Lai hoặc tiếng Anh.
Thông qua hiến pháp, Liên bang Malaya đảm bảo quyền lợi và vị thế đặc biệt của người Mã Lai cũng như các quyền lợi, quyền lực và chủ quyền của các quân chủ Mã Lai trong các bang của họ.

## Cơ quan lập pháp
Cơ quan Lập pháp Liên bang Malaya có phiên hịp đầu tiên tại Tuanku Abdul Rahman Hall, Kuala Lumpur vào năm 1948. Cơ cấu này do Cao ủy người Anh Edward Gent mở ra. Cấu trúc thành viên của hội đồng gồm:
- Cao ủy Anh Quốc (vị thế Chủ tịch);
- 3 thành viên mặc định (gồm Bộ trưởng chính, Bộ trưởng Tài chính, và Tổng chưởng lý);
- 11 thành viên bang và khu định cư (Chủ tịch hội đồng bang của mỗi bang Mã Lai, và một thành viên được bầu bởi mỗi hội đồng khu định cư)
- 11 thành viên chính thức; và
- 34 thành viên phi chính thức được bổ nhiệm.

Các thành viên phi chính thức được yêu cầu phải là công dân Liên bang hoặc là thần dân Anh Quốc.
Năm 1948, thành phàn dân tộc của Hội đồng là:
- 28 đại biểu người Mã Lai, gồm toàn bộ thủ hiên,
- 14 đại biểu người Hoa,
- 6 đại biểu người Ấn, và
- 14 đại biểu người Âu.

Onn Jaafar nhấn mạnh trong phiên họp đầu tiên rằng các công dân của Liên bang Malaya không muốn sự can thiệp của các thế lực ngoại bang vào các sự vụ của Liên bang; đại biểu người Hoa Vương Tông Kính (Ong Chong Keng) khẳng định rằng người Hoa sẽ trung thành với Liên bang Malaya. Tại phiên họp hội đồng đầu tiên này, một số ủy ban nhỏ được thành lập:
- Ủy ban Thường vụ Tài chính
- Uỷ ban Bầu cử
- Ủy ban Đặc quyền

Phiên họp đầu tiên thông qua Dự luật thành phố Kuala Lumpur, Dự luật Chuyền giao quyền lực, và Dự luật Vay nợ.

## Nhân khẩu

Tiến hóa của Malaysia

| Dân tộc | 1948    | 1948    | 1951    | 1951    |
| ------- | ------- | ------- | ------- | ------- |
| Mã Lai  | 2457014 | 2457014 | 2631154 | 2631154 |
| Hoa     | 1928965 | 1928965 | 2043971 | 2043971 |
| Ấn      | 536646  | 536646  | 566371  | 566371  |
| Khác    | 64802   | 64802   | 75726   | 75726   |